# Celtic League 2009-2010
La Celtic League 2009-10 fu la 9ª edizione della competizione transnazionale di rugby a 15 per club delle federazioni gallese, irlandese e scozzese.
Si tenne dal 4 settembre 2009 al 29 maggio 2010 tra 10 squadre che si incontrarono nella stagione regolare con la formula a girone unico per selezionare le quattro che affrontarono i play-off.
Il torneo fu noto anche con il nome commerciale di Magners League per via della sponsorizzazione garantita dal produttore irlandese di bevande alcooliche Magners a partire dal 2006 e rinnovata nel 2009.
Si trattò della prima edizione con i play-off dopo sei stagioni tenutesi a girone unico, nonché l'ultima limitata alle sole Isole britanniche: la stagione successiva vide infatti la presenza di due franchigie provenienti dall'Italia.
Le prime quattro qualificate della stagione regolare accedettero alle semifinali, con la prima e la seconda in classifica a ricevere in casa rispettivamente la quarta e la terza; la finale, tenutasi a Dublino in casa del Leinster miglior classificato nella fase regolare, vide la vittoria per 17-12 della franchigia gallese dell'Ospreys che si aggiudicò la sua prima finale e il suo terzo titolo celtico.
Il valore delle marcature, come stabilito dall’IRFB nel 1992, era: 5 punti per ciascuna meta (7 se trasformata), 3 punti per la realizzazione di ciascun calcio piazzato, idem per il drop.

## Squadre partecipanti
| Galles        | Irlanda  | Scozia           |
| ------------- | -------- | ---------------- |
| Cardiff Rugby | Connacht | Edimburgo        |
| Scarlets      | Leinster | Glasgow Warriors |
| Newport G.D.  | Munster  |                  |
| Ospreys       | Ulster   |                  |

## Stagione regolare

### Risultati
|            | 1ª giornata          |       |
| ---------- | -------------------- | ----- |
| 4-9-2009   | Connacht - Ospreys   | 12-19 |
| 4-9-2009   | Cardiff - Edimburgo  | 21-22 |
| 4-9-2009   | Glasgow - Munster    | 22-9  |
| 5-9-2009   | Scarlets - Leinster  | 18-16 |
| 6-9-2009   | Newport - Ulster     | 23-6  |
|            |                      |       |
|            | 4ª giornata          |       |
| 25-9-2009  | Glasgow - Ospreys    | 16-26 |
| 25-9-2009  | Connacht - Ulster    | 6-30  |
| 26-9-2009  | Cardiff - Scarlets   | 19-15 |
| 26-9-2009  | Edimburgo - Leinster | 19-21 |
| 27-9-2009  | Munster - Newport    | 27-3  |
|            |                      |       |
|            | 7ª giornata          |       |
| 30-10-2009 | Connacht - Scarlets  | 16-10 |
| 30-10-2009 | Ospreys - Glasgow    | 9-9   |
| 31-10-2009 | Munster - Ulster     | 24-10 |
| 31-10-2009 | Leinster - Cardiff   | 23-6  |
| 1-11-2009  | Edimburgo - Newport  | 8-9   |
|            |                      |       |
|            | 10ª giornata         |       |
| 31-12-2009 | Newport - Scarlets   | 9-14  |
| 1-1-2010   | Ospreys - Cardiff    | 26-0  |
| 2-1-2010   | Edimburgo - Glasgow  | 15-22 |
| 21-4-2010  | Connacht - Leinster  | 27-13 |
| 2-1-2010   | Ulster - Munster     | 15-10 |
|            |                      |       |
|            | 13ª giornata         |       |
| 5-3-2010   | Scarlets - Ulster    | 25-8  |
| 5-3-2010   | Connacht - Glasgow   | 19-19 |
| 6-3-2010   | Newport - Munster    | 31-22 |
| 7-3-2010   | Edimburgo - Ospreys  | 33-17 |
| 7-3-2010   | Cardiff - Leinster   | 20-29 |
|            |                      |       |
|            | 16ª giornata         |       |
| 16-4-2010  | Glasgow - Ulster     | 25-18 |
| 16-4-2010  | Leinster - Ospreys   | 20-16 |
| 17-4-2010  | Scarlets - Cardiff   | 16-39 |
| 18-4-2010  | Connacht - Munster   | 12-18 |
| 18-4-2010  | Newport - Edimburgo  | 49-28 |

|           | 2ª giornata                |       |
| --------- | -------------------------- | ----- |
| 11-9-2009 | Munster - Cardiff Blues    | 24-13 |
| 11-9-2009 | Edimburgo - Connacht       | 62-13 |
| 12-9-2009 | Ospreys - Ulster           | 16-20 |
| 12-9-2009 | Leinster - Newport Dragons | 23-14 |
| 13-9-2009 | Glasgow - Scarlets         | 19-11 |
|           |                            |       |
|           | 5ª giornata                |       |
| 2-10-2009 | Ulster - Scarlets          | 45-24 |
| 3-10-2009 | Newport - Connacht         | 23-10 |
| 3-10-2009 | Cardiff - Glasgow          | 5-21  |
| 3-10-2009 | Leinster - Munster         | 30-0  |
| 4-10-2009 | Ospreys - Edimburgo        | 31-10 |
|           |                            |       |
|           | 8ª giornata                |       |
| 4-12-2009 | Scarlets - Edimburgo       | 16-17 |
| 4-12-2009 | Ulster - Glasgow           | 13-25 |
| 5-12-2009 | Ospreys - Munster          | 19-14 |
| 6-12-2009 | Cardiff - Connacht         | 21-9  |
| 6-12-2009 | Newport - Leinster         | 30-14 |
|           |                            |       |
|           | 11ª giornata               |       |
| 9-1-2010  | Edimburgo - Cardiff        | 21-12 |
| 17-3-2010 | Connacht - Newport         | 16-3  |
| 18-3-2010 | Leinster - Glasgow         | 20-14 |
| 18-3-2010 | Munster - Scarlets         | 23-17 |
| 13-4-2010 | Ulster - Ospreys           | 27-38 |
|           |                            |       |
|           | 14ª giornata               |       |
| 26-3-2010 | Cardiff - Ulster           | 19-9  |
| 26-3-2010 | Edimburgo - Scarlets       | 24-20 |
| 26-3-2010 | Munster - Glasgow          | 27-19 |
| 27-3-2010 | Leinster - Connacht        | 17-14 |
| 27-3-2010 | Newport - Ospreys          | 28-20 |
|           |                            |       |
|           | 17ª giornata               |       |
| 23-4-2010 | Newport - Cardiff          | 14-20 |
| 23-4-2010 | Glasgow - Leinster         | 30-6  |
| 24-4-2010 | Munster - Ospreys          | 11-15 |
| 25-4-2010 | Edimburgo - Ulster         | 25-37 |
| 25-4-2010 | Scarlets - Connacht        | 58-10 |

|            | 3ª giornata          |       |
| ---------- | -------------------- | ----- |
| 18-9-2009  | Connacht - Cardiff   | 18-16 |
| 18-9-2009  | Ospreys - Leinster   | 9-18  |
| 18-9-2009  | Newport - Glasgow    | 30-19 |
| 18-9-2009  | Ulster - Edimburgo   | 13-16 |
| 19-9-2009  | Scarlets - Munster   | 20-22 |
|            |                      |       |
|            | 6ª giornata          |       |
| 23-10-2009 | Scarlets - Newport   | 18-3  |
| 23-10-2009 | Glasgow - Connacht   | 34-20 |
| 23-10-2009 | Edimburgo - Munster  | 12-7  |
| 24-10-2009 | Ulster - Leinster    | 16-14 |
| 24-10-2009 | Cardiff - Ospreys    | 20-12 |
|            |                      |       |
|            | 9ª giornata          |       |
| 26-12-2009 | Scarlets - Ospreys   | 14-21 |
| 26-12-2009 | Leinster - Ulster    | 15-3  |
| 26-12-2009 | Munster - Connacht   | 35-3  |
| 27-12-2009 | Glasgow - Edimburgo  | 25-3  |
| 27-12-2009 | Cardiff - Newport    | 42-13 |
|            |                      |       |
|            | 12ª giornata         |       |
| 19-2-2010  | Ulster - Newport     | 22-22 |
| 19-2-2010  | Glasgow - Cardiff    | 7-30  |
| 19-2-2010  | Munster - Edimburgo  | 19-12 |
| 20-2-2010  | Leinster - Scarlets  | 27-14 |
| 21-2-2010  | Ospreys - Connacht   | 19-17 |
|            |                      |       |
|            | 15ª giornata         |       |
| 2-4-2010   | Connacht - Edimburgo | 22-21 |
| 2-4-2010   | Ospreys - Scarlets   | 27-19 |
| 2-4-2010   | Munster - Leinster   | 15-16 |
| 3-4-2010   | Ulster - Cardiff     | 24-33 |
| 4-4-2010   | Glasgow - Newport    | 27-19 |
|            |                      |       |
|            | 18ª giornata         |       |
| 7-5-2010   | Ospreys - Newport    | 42-10 |
| 7-5-2010   | Scarlets - Glasgow   | 32-37 |
| 7-5-2010   | Ulster - Connacht    | 41-10 |
| 9-5-2010   | Cardiff - Munster    | 13-12 |
| 9-5-2010   | Leinster - Edimburgo | 37-28 |

### Classifica
| Pos | Squadra          | G  | V  | N | P  | PF  | PS  | DP   | BMP | Pt |
| --- | ---------------- | -- | -- | - | -- | --- | --- | ---- | --- | -- |
| 1   | Leinster         | 18 | 13 | 0 | 5  | 359 | 295 | +64  | 3   | 55 |
| 2   | Ospreys          | 18 | 11 | 1 | 6  | 384 | 298 | +86  | 6   | 52 |
| 3   | Glasgow Warriors | 18 | 11 | 2 | 5  | 390 | 321 | +69  | 3   | 51 |
| 4   | Munster          | 18 | 9  | 0 | 9  | 319 | 282 | +37  | 9   | 45 |
| 5   | Cardiff Rugby    | 18 | 10 | 0 | 8  | 349 | 315 | +34  | 4   | 44 |
| 6   | Edimburgo        | 18 | 8  | 0 | 10 | 385 | 391 | −6   | 9   | 41 |
| 7   | Newport G.D.     | 18 | 8  | 1 | 9  | 333 | 378 | −45  | 5   | 39 |
| 8   | Ulster           | 18 | 7  | 1 | 10 | 357 | 370 | −13  | 6   | 36 |
| 9   | Scarlets         | 18 | 5  | 0 | 13 | 361 | 382 | −21  | 9   | 29 |
| 10  | Connacht         | 18 | 5  | 1 | 12 | 254 | 459 | −205 | 4   | 26 |

## Play-off
|  | Semifinali | Semifinali       | Semifinali |          |         | Finale  | Finale | Finale |  |
|  |            |                  |            |          |         |         |        |        |  |
|  | 2          | Ospreys          | 20         |          |         |         |        |        |  |
|  | 2          | Ospreys          | 20         |          |         |         |        |        |  |
|  | 3          | Glasgow Warriors | 5          |          |         |         |        |        |  |
|  | 3          | Glasgow Warriors | 5          |          | Ospreys | Ospreys | 17     |        |  |
|  |            |                  |            |          | Ospreys | Ospreys | 17     |        |  |
|  |            |                  | Leinster   | Leinster | 12      |         |        |        |  |
|  | 1          | Leinster         | Leinster   | Leinster | 12      | 16      |        |        |  |
|  | 1          | Leinster         |            |          |         |         |        |        |  |
|  | 4          | Munster          | 6          |          |         |         |        |        |  |

### Semifinali
| Arbitro: | George Clancy |

|                         |      |             |
| S. Williams 9’ Hook 54’ | mt   | 42’ Thomson |
| Biggar 9’, 54’          | tr   |             |
| Biggar 51’, 79’         | c.p. |             |

| Arbitro: | Nigel Owens |

|                      |      |            |
| Kearney 44’          | mt   |            |
| Sexton 44’           | tr   |            |
| Sexton 18’, 50’, 58’ | c.p. | O’Gara 29’ |
|                      | drop | O’Gara 41’ |

### Finale
| Arbitro: | Chris White |

|                           |      |                    |
|                           | mt   | 20’ Bowe 35’ Byrne |
|                           | tr   | 20’, 35’ Biggar    |
| Sexton 23’, 45’, 62’, 71’ | c.p. | 48’ Biggar         |

## Verdetti
- Ospreys: Campione della Celtic League.
- tutte tranne Connacht: qualificate alla Heineken Cup 2010-11.
- Connacht: qualificata alla Challenge Cup 2010-11.